# Famille de L'Hermite
La famille de L'Hermite est une famille subsistante de la noblesse française, d'ancienne extraction, originaire du Limousin.

## Histoire

### Origines
Selon Chérin, la filiation suivie de cette famille remonte à Jean de L'Hermite, seigneur du Solier et de La Rivière à Augne en Limousin, né en 1378, qui épousa Berthe Bordet. Il eut deux fils : Geoffroy et Jacques, qui furent les auteurs des branches dites « du Solier » ou « de Soliers » (éteinte au XVIIIe siècle) et « de La Rivière » (encore subsistante).
Des généalogistes ont rattaché à cette famille le prédicateur des croisades Pierre l'Ermite (1053-1115). Michaud écrit en 1854 dans son Histoire des croisades : « Plusieurs familles ont prétendu descendre de Pierre L'Ermite, la prétention la plus raisonnable et la plus appuyée est celle de la famille du Solier qui existe encore dans le Limousin ». Cette thèse est toutefois contestée et plusieurs autres familles du nom de « L'Hermite » ont aussi revendiqué sans preuves un lien avec Pierre l'Ermite.

### Noblesse
- La famille de L'Hermite fut maintenue noble en 1697 sur titres remontés à l'an 1442[1].

## Illustrations familiales
- Jean de L'Hermite, seigneur et gentilhomme français, officier, lieutenant de la compagnie des gendarmes du vicomte de Turenne (futur duc de Bouillon et maréchal de France).
- Pierre L'Hermite, seigneur et gentilhomme français, né en 1574 et mort en 1632[5].
- François L'Hermite du Solier (fils du précédent), né en 1601 au château du Solier[6] et mort à Paris le 7 septembre 1655. Connu sous le nom de Tristan L'Hermite, il fut page dans l'entourage de Henri de Bourbon-Verneuil[7], puis officier au service du roi Louis XIII et de son frère Gaston d'Orléans[8]. Il était également poète, romancier, dramaturge et membre de l'Académie française[9].
- Jean-Baptiste L'Hermite du Solier (frère du précédent), chevalier et seigneur de Vauselle, né au château du Solier et mort vers 1670. Il fut poète, et un généalogiste dont les travaux ont souvent été accusés d'être vénaux[3]. Il était chevalier de l'Ordre de Saint-Michel.
- Séverin L'Hermite (frère des précédents), officier de l'armée royale dans les gardes de Louis XIII, mort au siège de Royan, en 1622.
- Roger de L'Hermite (1842-1917), préfet des Hautes-Alpes de 1874 à 1883.
- Jean de L'Hermite, né en 1968, diplômé de l'Institut d'études politiques de Paris, ancien élève de l'ENA (promotion Saint-Exupéry) et conseiller d’État[10].
- Gaétan de L'Hermite, né en 1973, diplômé de l'EM Lyon, PDG de Compass Group France [11].
- Joy de L'Hermite, née en 1993, diplômée de l'école Camondo, architecte d'intérieur - designer[12].

## Armes
| Blason | Blasonnement : d'argent à trois chevrons de gueules. |

- D'argent à 3 chevrons de gueules (anciennes)[13],[14].
- Parti : au 1, de sinople au patenôtre d'or enfilé et houppé du même posé en chevron, accompagné de 3 quinte-feuilles d'argent, au 2, d'argent à 3 chevrons de gueules au chef de Jérusalem brochant sur le tout (modernes).

## Alliances
Branches de Soliers : de La Roche-Aymon, de Vignolles, de Texières, de Pompadour (1600), Paignon (1673), de Reymond (1769),
Branche de la Rivière : Esmoin (1447), Bony de Lavergne (1520), de la Guyonnie, du Ganeau (1597), du Carreau (1725), de Pichard (1755), de La Pomelie (1787), de Romanet de Beaune (1812), de Bengy (1841), de Malet (1849), Girot de Langlade, de Minvielle, etc.